# American Crime (serie televisiva)
American Crime è una serie televisiva antologica statunitense trasmessa dal 5 marzo 2015 su ABC.

## Trama

### Prima stagione
In seguito all'aggressione domestica che ha lasciato senza vita un veterano di guerra e gravemente ferita sua moglie, la comunità di Modesto, in California, sotto shock per la vicenda, si confronta con le crescenti tensioni quando si comprende che si è trattato di un delitto razziale. Mentre le loro famiglie problematiche si raccolgono attorno all'unica superstite, la stampa fa ressa per scoprire ultimi sviluppi e dettagli inediti quando la polizia ferma i primi sospettati, i quali si professano innocenti. Il caso prende una piega sorprendente quando un segreto inquietante viene allo scoperto, ampliandone la risonanza e lacerando le vite di tutte le persone coinvolte.

### Seconda stagione
Quando alcune foto compromettenti di Taylor Blaine, studente di un liceo pubblico di Indianapolis, finiscono online dopo una festa a scuola, lui accusa Kevin LaCroix ed Eric Tanner, giocatori della squadra di basket di una scuola privata, di averlo drogato, aggredito e bullizzato sui social network. Mentre cresce un caso, il coach della squadra Dan Sullivan e la preside Leslie Graham lottano per la reputazione della scuola. Assalita pubblicamente dalle famiglie benestanti degli studenti, Anne, la madre di Taylor, fa tutto il necessario per difendere suo figlio. Anche Evy, unica testimone, cerca di aiutare il suo fidanzato, sostenuta dal preside della loro scuola, Chris Dixon.

### Terza stagione
Quando un uomo, Luis Salazar, attraversa illegalmente il confine tra Messico e Stati Uniti in cerca del figlio scomparso, scopre che una moderna forma di schiavitù sta fiorendo nei campi e nelle comunità agricole della Contea di Alamance, nella Carolina del Nord. Con la promessa di un impiego e un posto dove stare, questi lavoratori si trovano costretti a vivere in condizioni di estrema povertà, rendendosi conto che il sogno americano ha un prezzo più alto di quello che riusciranno mai a pagare.

## Episodi
| Stagione         | Episodi | Prima TV originale | Prima TV Italia |
| ---------------- | ------- | ------------------ | --------------- |
| Prima stagione   | 11      | 2015               | 2015            |
| Seconda stagione | 10      | 2016               | 2016            |
| Terza stagione   | 8       | 2017               | 2017            |

## Personaggi e interpreti

### Prima stagione

#### Personaggi principali
- Barbara "Barb" Hanlon, interpretata da Felicity Huffman e doppiata da Roberta Paladini.
- Russ Skokie, interpretato da Timothy Hutton e doppiato da Stefano Benassi.
- Thomas "Tom" Carlin, interpretato da W. Earl Brown e doppiato da Mario Bombardieri.
- Hector Tontz, interpretato da Richard Cabral e doppiato da Francesco Venditti.
- Aubry Taylor, interpretata da Caitlin Gerard e doppiata da Isabella Benassi.
- Alonzo Gutiérrez, interpretato da Benito Martinez e doppiato da Alberto Angrisano.
- Eve Carlin, interpretata da Penelope Ann Miller e doppiata da Alessandra Korompay.
- Carter Nix, interpretato da Elvis Nolasco e doppiato da Riccardo Scarafoni.
- Anthony "Tony" Gutiérrez, interpretato da Johnny Ortiz e doppiato da Alex Polidori.

#### Personaggi ricorrenti
- Aliyah Shadeed (Doreen Nix), interpretata da Regina King e doppiata da Nunzia Di Somma.
- Mark Skokie, interpretato da David Hoflin e doppiato da Simone Crisari.
- Richelle, interpretata da Gwendoline Yeo e doppiata da Letizia Scifoni.
- Jennifer "Jenny" Gutiérrez, interpretata da Gleendylis Inoa e doppiata da Rossa Caputo.
- Nancy Straumberg, interpretata da Lili Taylor e doppiata da Giuppy Izzo.
- Gwendolyn "Gwen" Skokie, interpretata da Kira Pozehl e doppiata da Valentina Mari.
- Matt Skokie, interpretato da Grant Merritt
- Michael Taylor, interpretato da Bob Hess e doppiato da Francesco Prando.
- Ruth Taylor, interpretata da Jennifer Savidge e doppiata da Chiara Salerno.
- Rick Soderbergh, interpretato da Joe Nemmers e doppiato da Sergio Lucchetti.
- Chuck Palmer, interpretato da Brent Anderson e doppiato da Mauro Gravina.
- Jackson, interpretato da Todd Terry e doppiato da Angelo Maggi.

### Seconda stagione

#### Personaggi principali
- Leslie Graham, interpretata da Felicity Huffman e doppiata da Roberta Paladini.
- Dan Sullivan, interpretato da Timothy Hutton e doppiato da Stefano Benassi.
- Anne Blaine, interpretata da Lili Taylor e doppiata da Giuppy Izzo.
- Chris Dixon, interpretato da Elvis Nolasco e doppiato da Riccardo Scarafoni.
- Kevin Lacroix, interpretato da Trevor Jackson e doppiato da Alessio Nissolino.
- Taylor Blaine, interpretato da Connor Jessup e doppiato da Mattia Nissolino.
- Eric Tanner, interpretato da Joey Pollari e doppiato da Manuel Meli.
- Evy Dominguez, interpretata da Angelique Rivera e doppiata da Rossa Caputo.
- Terri LaCroix, interpretata da Regina King e doppiata da Nunzia Di Somma.

#### Personaggi ricorrenti
- Michael LaCroix, interpretato da André Benjamin e doppiato da Francesco Pezzulli.
- Steph Sullivan, interpretata da Hope Davis e doppiata da Franca D'Amato.
- De La Torre, interpretato da Richard Cabral e doppiato da Francesco Venditti.
- Rhys Bashir, interpretato da Faran Tahir e doppiato da Paolo Maria Scalondro.
- Monica Ava, interpretata da Stephanie Sigman e doppiata da Valentina Perrella.
- Lillah Tanner, interpretata da Emily Bergl e doppiata da Emanuela D'Amico.
- Charles, interpretato da Christopher Stanley e doppiato da Francesco Caruso Cardelli.
- Cammy Ross, interpretata da Lynn Blackburn e doppiata da Francesca Manicone.
- Becca Sullivan, interpretata da Sky Azure Van Vliet e doppiata da Isabella Benassi.
- Wes Baxter, interpretato da Michael Seitz e doppiato da Omar Vitelli.
- Peter Tanner, interpretato da Ty Doran e doppiato da Mirko Cannella.

### Terza stagione

#### Personaggi principali
- Jeanette Hesby, interpretata da Felicity Huffman e doppiata da Roberta Paladini.
- Isaac Castillo, interpretato da Richard Cabral e doppiato da Francesco Venditti.
- Coy Henson, interpretato da Connor Jessup e doppiato da Mattia Nissolino.
- Luis Salazar, interpretato da Benito Martinez e doppiato da Alberto Angrisano.
- Kimara Walters, interpretata da Regina King e doppiata da Nunzia Di Somma.

#### Personaggi ricorrenti
- Abby Tanaka, interpretata da Sandra Oh e doppiata da Sabrina Duranti.
- Laurie Ann Hesby, interpretata da Cherry Jones
- JD Hesby, interpretato da Tim DeKay
- Raelyn, interpretata da Janel Moloney
- Carson Hesby, interpretato da Dallas Roberts
- Shae Reese, interpretata da Ana Mulvoy-Ten.
- Nicholas Coates, interpretato da Timothy Hutton e doppiato da Stefano Benassi.
- Clair Coates, interpretata da Lili Taylor e doppiata da Giuppy Izzo.
- Gabrielle Durand, interpretata da Mickaëlle X. Bizet
- Diego Castillo, interpretato da Clayton Cardenas

## Produzione
Il 12 ottobre 2013, il network ABC ha annunciato che stava sviluppando un pilota dramma creato da John Ridley.
L'episodio pilota, insieme a ulteriori episodi, sono girati in Austin, Texas, che sostituisce per la città della California Central Valley di Modesto. Il 8 maggio 2014, il network ABC prese al pilota di serie per la stagione televisiva.
Il 7 maggio 2015 la serie è stata rinnovata per una seconda stagione, mentre il 12 maggio 2016, per una terza. L'11 maggio 2017, la serie viene cancellata dopo tre stagioni.
In Italia la serie è trasmessa in esclusiva sulla piattaforma on-demand Timvision dal 25 settembre 2015.